# Zona (liturgie)
De Zona (Grieks: ζώνη, zonē; Kerkslavisch: Поясъ, poyas - riem) is de gordel die de onderliggende gewaden, het stichaar en het epitrachelion, op hun plaats houdt. Deze ceremoniële riem wordt aan de achterkant vastgemaakt. De zona wordt gedragen door priesters en bisschoppen van de orthodoxe, de oriëntaals-orthodoxe en de oosters-katholieke kerken. Het symboliseert de kracht van de genade van het priesterschap en heeft de praktische functie dat het epitrachilion tegen de onderliggende gewaden op hun plaats houdt.
Een zona wordt gemaakt van brokaat. In het midden wordt een geborduurd of geappliqueerd kruis genaaid. Aan de beide uiteinden zit een lang koord, dat achteraan om het middel wordt gebonden.
De zona wordt niet gedragen tijdens diensten, waarin de priester niet ál zijn liturgische gewaden draagt. Dit is onder meer het geval tijdens de vespers en de metten.
In de Rooms-Katholieke Kerk is het equivalent van de zona de cingel.